# 弗拉基米尔·考茨基
弗拉基米尔·考茨基（捷克語：Vladimír Koucký，1920年12月13日—1979年7月21日），捷克斯洛伐克共产党领导人之一，捷克斯洛伐克中央书记处书记。

## 获奖
- 劳动勋章（1957年9月21日）[2]